# Kirchenkampf
Kirchenkampf ('kirkekamp') er en betegnelse der i snævrere forstand bruges om konflikten 1933-1939 mellem Bekendelseskirkens evangeliske kristne og den fløj inden for Deutsche Evangelische Kirche der kaldtes Deutsche Christen. I videre forstand bruges betegnelse ofte samlet om den tyske kirkehistorie under nationalsocialismen. 
I den sidste videre betydning omfatter betegnelsen:
- Den nationalsocialistiske stats kamp mod den evangeliske og delvis også mod den katolske kirke og de overleverede organisationsstrukturer med det mål at opnå 'ensretning', Gleichschaltung

- Nationalsocialisternes kamp inden for og uden for kirken mod den konfessionelle kristendom for at gøre den kompatibel med NS-ideologien og/eller sætte deres egen (ty. "arteigene") religiøsitet i stedet. Det skulle blandt andet opnås ved "Entjudung", fjernelse af jøder fra embeder.

- Den afværgekamp der fandt sted fra kristelige grupper og delkirker mod disse bestræbelser.

At det sidste skulle gælde som et alment kendetegn for perioden, bliver bestridt inden for kirkehistorieskrivningen. Kirkernes holdning over for Det trede rige bliver snarere set som en ambivalent holdning mellem "tilpasning og modstand", hvor tilpasning og tilslutning til NS-politikken var dominerende.

## Begrebet
Udtrykket "Kirchenkampf" blev allerede brugt 1933 om de uoverensstemmelser eller debatter mellem Deutsche Christen og de kredse der 1934 sluttede sig sammen i Bekendelseskirken. I den kirkehistoriske forskning efter 1945 blev den samlede protestantiske epoke i Tyskland mellem 1933 og 1945 betegnet således.
Senere er dette epokebegreb omstridt, da det vækker det falske indtryk at den evangeliske kirke samlet havde "bekæmpet" NS-regimet. Ganske vist var der både blandt de evangeliske og katolske kristne enkelte kirkerepræsentanter og grupper der offentligt kritiserede Hitlerregeringen eller sågar ydede konspirativ modstand. Men der var ikke tale om en samlet kirkelig opposition mod nationalsocialismen og dens politik.
I centrum for den kirkekamp, der udspillede sig inden for den evangeliske kirke, var en konflikt om forståelse og udlægning af evangeliet. Denne teologiske konflikt blev til en indirekte politisk opposition mod staten i den forstand at man søgte at afværge indblanding fra regimets side i trosindhold og kirkeforfatning. Derved kom den i modsætning til den nazistiske ideologis fordring på totalitet. En politisk modstand mod nationalsocialismen var derved hverken tilsigtet eller fulgte deraf, bortset fra enkelte undtagelser. Mange bekendende kristne var samtidig antisemitter, vælgere eller sågar aktive medlemmer af NSDAP, og de begrænsede udtrykkeligt deres modstand til statens overgreb på indrekirkelige forhold.
Begrebet "Kirchenkampf" har alligevel vundet indpas i protestantismen, fordi kampen stod om hele kirkens selvforståelse. Thi den lille "bekendende" del af de evangeliske kristne påberåbte sig Bibelen og trosbekendelserne som grundlaget i den kristne tro. De hævdede derfor at de var den evangeliske kristenheds rette repræsentanter. Den fordring understøttede Evangelische Kirche in Deutschland (EKD) efter 1945 således at Bekendelseskirken blev bedømt som den "sande kirke" og deres dukumenter – især Barmenerklæringen – blev optaget i bekendelsesskrifterne hos enkelte landskirker, Landeskirchen.
Temaet og det der udløste kirkekampen var regimets forsøg på – med hjælp fra "Deutsche Christen – at gennemføre racestandpunktet inden for kirken og at bestemme dens organisationsform. Det blev fra statens side betragtet som en politisk, fra Bekendelseskirkens side som en teologisk konflikt. Kirkekampen lader sig derfor kun delvis opfatte som en konflikt mellem stat og kirke. Den var i sin kerne en kamp om den evangeliske kirkes selvforståelse med politiske virkninger. Forstået som en "reformation" var kampen ikke tilendebragt med afslutningen af naziregimet, men varer ved.